# Oskari Mantere
Oskari Mantere (Hausjärvi, 18 settembre 1874 – 9 dicembre 1942) è stato un politico finlandese.

## Biografia
Il suo cognome era inizialmente Majamäki e lo cambiò in Mantere, studiò filosofia. Membro del partito progressista nazionale, fu più volte ministro, tra cui ministro degli affari sociali (1922-1924) e Ministro della pubblica istruzione (1932-1936).

## Opere
- Mantere, Oskari: "Keskikoulun Suomen historia : oppi- ja lukukirja keski- ja tyttökouluille sekä seminaareille", 1948